# 荒舩美栄
荒舩 美栄（あらふね みえ、1975年 <昭和50年> 6月21日 - ）は、日本のタレント・フリーアナウンサー・芸能プロモーター。

## 人物・来歴
埼玉県浦和市（現：さいたま市）出身。出生地は埼玉県秩父市。父親は秩父鉄道株式会社元取締役会長（現：相談役）の荒舩重敏。元自由民主党の衆議院議員で、運輸大臣や衆議院副議長を務めた荒舩清十郎は遠縁に当たる。
私立浦和明の星女子高等学校出身。中学・高校時代は宝塚歌劇団に多数の合格者を輩出している宝塚受験予備校、東京アートスクールに通っていた。2度受験したが、最終試験で不合格となり慶應義塾大学総合政策学部に進学。在学中セント・フォースの預かりとなり3年次からFM湘南のレギュラー番組「ナウ・ザ・タイム」やテレビのレポーター、ミスコンファイナリスト等タレント活動を行い慶大卒業後の1999年4月に、TBS系中国放送にアナウンサーとして入社。
1999年9月のJリーグサンフレッチェ広島対横浜マリノス（当時）戦のリポーターとして正式にスポーツアナウンサーデビュー。テレビ『スポ天!!（前：広島スポーツ天国）』、ラジオ『サンデースーパースタジアム』やプロ野球中継前のカープ情報など週5本のレギュラー番組を持ち主にスポーツ番組を中心に活躍するも2002年3月の『スポ天!!』終了をもって同社依願退職。
2002年10月よりテレビ埼玉に契約アナウンサーとして入社。『あさびん』『ひるびん』『ごごびん』などの情報番組の他、スポーツ番組『ole!アルディージャ』や経済番組『埼玉ビジネスウォッチ』と幅広く活躍。東京MXテレビ、tvk、テレビ埼玉、千葉テレビで2004年に立ち上げた首都圏ネット4において平日毎日『ひるびん』を1人MCで担当しお昼の首都圏の顔となる。2005年3月31日をもってテレビ埼玉との契約を満了。
その後チバテレ『マジかよ!』レギュラー出演、アナウンス、声優指導、ショップチャンネルQVC 商品アドバイザー等を経て、ドゥ・クリエーションにてタレントキャスティングを務める。また、2006年3月より一時期、「みずさわ藍」名義で映画やCM、雑誌のモデルやテレビのリポーター等のタレント活動をしている。
2021年、自身の芸能事務所「ビーラパン」を設立。代表者として俳優マネジメントを手掛ける。

### エピソード
- 大学在学中に丹波哲郎の立ち上げた俳優養成所「丹波道場」に通っていた。
- 局アナとしては珍しく中国放送時代からビキニ姿を何度もテレビで披露している。
- 2004年の西武ライオンズ日本一の際、ビールかけにメイド服のコスプレで参加。
- ライブ配信番組の中で自らバツイチである旨発言している。相手・時期など明らかにしていない。

## 出演

### テレビ
- ショップチャンネルQVC - 商品アドバイザー
- スポーツ中継（プロ野球、Jリーグ）
- サプライズ（日本テレビ）月曜レギュラー
- LEADER'S HOW TO BOOK ジョーシマサイト（テレビ朝日）お局様 役 準レギュラー
- ダウンタウンのガキの使いやあらへんで!!（日本テレビ、2008年大晦日「笑ってはいけない新聞社」で司会者として出演）
- リンカーン (TBS) 仕掛け人
- 住まい自分流 自分でやってみよう!コーナー担当（NHK教育）
- おとり捜査官・北見志穂（テレビ朝日）北山薫 役
- 決着!歴史ミステリー（テレビ東京）藍姫 役
- 前田慶次と直江兼続熱き男の友情列伝（同上）遊女 役
- 浜ちゃんと!（読売テレビ）色気美女 役
- ニッポンnavi（日経CNBC）レポーター
- スポ天!!（RCCテレビ）MC
- 情報あさびん（テレビ埼玉）MC
- ひるびん（テレビ埼玉）MC
- 埼玉ビジネスウォッチ（テレビ埼玉）MC
- Ole!アルディージャ（テレビ埼玉）ナレーション・インタビュアー
- ニュース930（テレビ埼玉）
- プライド（フジテレビ）ナレーション
- 夜王 (TBS) レギュラーホステス 役
- 物呪〜モノロイ〜（日本テレビ）花魁 役
- 中居正広の金曜日のスマたちへ（同上、倖田來未、森光子再現VTRなど多数）
- 人生が変わる1分間の深イイ話（日本テレビ）
- こたえてちょーだい!（フジテレビ）
- 踊る!さんま御殿!!（日本テレビ）
- ビートたけしのいまだかつてないテレビ（日本テレビ）
- マジかよ!（千葉テレビ）

### 映画
- 天国は待ってくれる（2007年2月10日）
- エクステ（2007年2月17日）良くしゃべる客 役
- しゃべれども しゃべれども（2007年5月26日）お茶教室一番弟子 役
- 遠くの空に消えた（2007年8月18日）14歳の少女 役・ダンサー兼
- グーグーだって猫である（2008年9月6日）看護師 役

### ネット配信
- 大臣と語る（政府インターネットテレビ）キャスター
- 日経ビジネスオンライン（ポッドキャスト）パーソナリティ

### ラジオ
- ナウ・ザ・タイム（FM湘南)木曜パーソナリティ
- カープ直前情報（RCCラジオ）メインパーソナリティ
- ラジ金ブレイク（RCCラジオ）メインパーソナリティ
- サンデースーパースタジアム（RCCラジオ）メインパーソナリティ
- 日本列島ほっと通信（TBSラジオ）レポーター

### 舞台
- うわの空藤志郎一座第30回本公演「ルナ・レインボウ」（2010年5月、新宿紀伊国屋ホール）